# آخرین روزهای شه نو
آخرین روزهای شه نو (انگلیسی: The Last Days of Chez Nous) فیلمی درام ۹۳ دقیقه‌ای به کارگردانی گیلیان آرمسترانگ و با بازی برونو گانتس، کری فاکس و میراندا اتو محصول سال ۱۹۹۲ کشور استرالیا است.